# Věra Tylová
Věra Tylová (* 7. října 1960, Praha) je bývalá československá atletka, běžkyně, která se věnovala sprintům.
V roce 1982 vybojovala na evropském šampionátu v Athénách společně s Milenou Matějkovičovou, Taťánou Kocembovou a Jarmilou Kratochvílovou stříbrné medaile ve štafetě na 4 × 400 m.